# 国王的五分之一
《国王的五分之一》（英語：The King's Fifth）是司各特·奥台尔于1966年出版的一部儿童历史小说 。讲述了一个人们因为贪欲而付出巨大的代价，几乎失去荣誉与生命的故事。

## 故事背景
在大航海时代，西班牙的征服者和冒險家们纷纷踏上美洲新大陸，寻找传说中神秘的国度“黄金之国”锡博拉。

## 主要人物
- 桑多瓦尔（Sandoval） - 全名埃斯特万·德桑多瓦尔，十五岁的小绘图员
- 季雅（Zia） - 年轻的导游
- 门多萨（Mendoza） - 全名布拉斯·德门多萨 ，上校，寻金的贵族
- 牧师弗朗西斯科（Father Francisco） - 传教者、探险家
- 罗亚和苏尼加（Roa & Zuñiga） - 乐师
- 托雷斯 - 马倌

## 获奖情况
- 1967年：纽伯瑞荣誉奖（银奖）[3][4][5]
- 1970年：西德“青少年小说奖”（Jugendbuchpreis）[6]

## 改编
- 《太陽之子》：由法国和日本合作的电视卡通片（1982年-1983年）[7]

## 中文译本
- 斯·奥台尔. . 国际安徒生获奖作家书系. 由傅定邦 / 徐朴翻译. 河北少年儿童出版社. 2000年5月. ISBN 9787537619998.
- 斯科特·奥德尔. . 由侯杰翻译. 南海出版公司. 2012年8月. ISBN 9787544258838.